# 河北石油职业技术学院
河北石油职业技术学院，又称中国石油管道学院，是位于中华人民共和国河北省廊坊市的一所省部共建的公办全日制普通高等院校。由国家石油天然气管网集团举办、国家石油天然气管网集团与河北省共建，是一所以服务石油天然气长输管道及其配套专业为特色和优势，普通高等职业技术教育、成人高等教育和企业岗位培训协调发展的综合性高等职业学院。

## 概况
- 英文名：China Petroleum Pipeline College
- 建立：1978年（丁巳年）
- 校训：勤奋  诚信  知行  超越

校区及设施
该学院现有南北毗邻的两个校区，占地33.4万平方米，总建筑面积18万平方米，固定资产近2亿元。建有管道焊接、油气储运、城市燃气等六大专业实训基地、防恐拓展培训基地、远程教育培训中心、职业技能实训（鉴定）中心，建有数字化图书馆、标准塑胶运动场和体育馆。
| 校区   | 地址                           | 坐标                                                      | 邮政编码 |
| ------ | ------------------------------ | --------------------------------------------------------- | -------- |
| 北校区 | 河北省廊坊市安次区爱民西道90号 | 39°21′21.77″N 116°40′31.85″E / 39.3560472°N 116.6755139°E | 065000   |
| 南校区 | 河北省廊坊市安次区永兴路2号    |                                                           | 065099   |

教职员工
中国石油管道学院现有教职工552人，其中专兼职教师331人，教授、副教授114人，中级职称150人，高级技师、技师22人。教师中博士、硕士57人，在石油管道行业有影响的专家9人，校级专业技术带头人30多人，在校生5000余人。

## 院系部门
学院设有8个教学系部，10个大类34个高职专业。“管道运营”、“ 管道施工”、“项目管理”三个专业为该院优势学科。“焊接技术及自动化”专业是教育部高职高专教育专业教学改革试点专业， “焊接技术及自动化”、“油气储运技术”、“通信技术”、 “城市燃气工程技术”、“建筑工程技术”、“会计电算化”六个专业为河北省示范专业；“焊接工艺及方法”、“建筑材料及检测”和“ 油气管道HSE”三门课程被确定为河北省精品课程；“管道工程技术”专业在中国内地高校中是独有的招生专业。

## 附属及挂靠机构（资质）
- “石油化工工程”专业国家注册建造师执业资格考试培训中心
- 机电工程专业考试大纲主编单位
- 国家质量监督检验检疫总局压力管道焊工培训考试指定单位
- 国家质量监督检验检疫总局授权的长输管道操作及安全管理特种设备作业人员考试机构
- 国家“化工石油工程”专业注册监理工程师继续教育培训机构
- 中国石油天然气集团公司注册监理工程师继续教育培训基地
- 中国石油天然气集团公司焊接技师和无损探伤技师培训基地
- 中国石油天然气集团公司管道焊接培训中心
- 中国工程建设焊接协会管道焊接培训中心
- 中国焊接协会焊接培训中心站
- 人力资源和社会保障部焊接教师考试取证单位
- 河北省安全生产特种作业培训机构（三级）
- 人力资源和社会保障部授权国家信息技术高新考试操作员培训考试站
- 全国现代制造技术应用软件课程远程培训单位
- 国家职业技能鉴定所
- 美国PMI项目管理培训机构资格证书
- 廊坊市筑科工程材料检测有限公司
- 中国石油工程建设协会项目管理研究中心
- 北京交通大学博士研究生工作站
- 沈阳工业大学工程管理硕士工作站
- 焊接培训中心院士工作站
- 河北省全国计算机应用技术证书考试（NIT）培训和组织考试的培训

### 系部设置
| - 管道运输系 - 管道工程系 - 电子工程系 - 机械工程系 （页面存档备份，存于） | - 项目管理系 （页面存档备份，存于） - 焊接工程系 （页面存档备份，存于） - 计算机工程系 （页面存档备份，存于） - 基础部 （页面存档备份，存于） |

### 教辅机构
- 网络交易技术中心
- 图书馆
- 职业技能实训（鉴定）中心

## 历史
中国石油管道学院（河北石油职业技术学院）的前身是创办于1978年的管道局七·二一大学。

## 知名校友
- 潘石屹